# Vestfyns Gymnasium
Vestfyns Gymnasium (forkortet VG) ligger i Glamsbjerg på Vestfyn. Gymnasiet, som blev grundlagt i 1959, var oprindeligt en privatskole. Men nu er VG selvejende under staten. Skolen har pt. omkring 580 elever, fordelt på 21 klasser (2020/201). Gymnasiets første rektor var Poul Hansen. Han blev ved sin død i 1971 afløst af Paul Gerhardt Lange, hvorefter Kaj Nørholm ledede skolen til 2008. I 2006 gav gymnasiet tilladelse til, at handelsskolen og 10. klassecenter blev bygget i tilknytning til gymnasiet. Herefter ledede rektor Ole Toft Hansen. Ole Toft Hansen forestod den delvise nedrivning af den gamle bygning og opførelse af nye bygninger i 2013. I 2021 blev Søren Hjelholt Hansen ansat som rektor. Søren Hjelholt Hansen kom fra stilling som vicerektor og har været ansat på Vestfyns Gymnasium siden 2003.

## Rektorer
- 1959 - 1971 Poul Hansen
- 1971 - 1993 Paul Gerhardt Lange
- 1994 - 2008 Kaj Nørholm
- 2008 - 2021 Ole Toft Hansen[3]
- 2021 - Søren Hjelholt Hansen[4]

## Venskabsgymnasier
Vestfyns Gymnasium samarbejder med følgende skoler, med bl.a. udveksling og internationale projekter:
- Peder Skrivares Skola i Varberg, Sverige
- Friedrich Schiller Gymnasium i Preetz, Tyskland
- Saint Joseph i Bressuire, Frankrig
- Botany Downs Secondary College, New Zealand
- Alfriston College, New Zealand

## Kendte studenter
- 1964: Bjarne Jes Hansen – komponist
- 1971: Mogens Lønborg – sundheds- og omsorgsborgmester
- 1975: Maria Grønlykke – jurist og forfatterinde
- 1975: Nina Smith – professor i nationaløkonomi ved Aarhus Universitet
- 1976: Gitte Rabøl – journalist og mediedirektør ved DR
- 1976: Kristian Halken – skuespiller
- 1977: Rune T. Kidde – forfatter
- 1984: Helle Ib – journalist og politisk redaktør
- 1991: Søren Riis Paludan - professor i virologi ved Aarhus Universitet

## Traditioner på Vestfyns Gymnasium
- Idrætsdag med udklædning og lette fysiske aktiviteter, der styrker elevernes sammenhold på tværs af klasser og årgange – fredag inden efterårsferien.
- Juleafslutning, traditionsrig juletræsdans og musikopvisning.[5]
- Galla: 3.g'erne danser lanciers til årets største begivenhed, hvor venner og forældre er inviterede. 2.g'erne beværter barerne rundt om studiecenteret.
- Elevweekend, fredag efter skoletid til lørdag middag er skolen overtaget af eleverne, hvor de dyrker forskellige aktiviteter inden aftens fest begynder. Arrangementet er uden lærere, og det eneste af sin slags i Danmark.[kilde mangler]
- Forårskoncert, indslag fra skolens mange musikalske personligheder.
- Kåringer: Det seneste års bemærkelsesværdige personligheder og begivenheder udstilles for øjnene af skolens elever og lærere.
- Translokation, overrækkelse af eksamensbeviser og tale ved rektor.